# W.G. Sebald
Winfried Georg Sebald (født 18. maj 1944, død 14. december 2001) var en tysk forfatter og digter. Han omkom ved en bilulykke.

## Værker oversat til dansk (udvalg)
| Dansk titel   | Originaltitel        | år   | Oversætter                           | forlag          | år   | ISBN               |
| ------------- | -------------------- | ---- | ------------------------------------ | --------------- | ---- | ------------------ |
| Austerlitz    | Austerlitz           | 2001 | Niels Brunse                         | Tiderne Skifter | 2016 | ISBN 8774459597    |
| Campo Santo   | Campo Santo          | 2003 | Judyta Preis og Jørgen Herman Monrad | Tiderne Skifter | 2016 | ISBN 9788779736832 |
| Saturns ringe | Die Ringe des Saturn | 1995 | Claus Bratt Østergaard               | Tiderne Skifter | 2011 | ISBN 9788779734876 |